# 艾伯特利 (明尼苏达州)
艾伯特利（英語：Albert Lea）是一個位於美國明尼蘇達州弗里伯恩縣的都市。根據2010年美國人口普查，該地共人口500人，而該地的面積約為37.35平方千米。同時該地也是弗里伯恩縣的縣治。

## 地理
艾伯特利的座標為43°38′52.3″N 93°22′7.5″W / 43.647861°N 93.368750°W，而該地的平均海拔高度為379米（即1243英尺）。